# Semi-constitutionele monarchie
Een semi-constitutionele monarchie is een monarchie die tussen de absolute monarchie, waar de monarch alle macht in handen heeft, en de constitutionele monarchie, waar de monarch in diens macht ingeperkt wordt door de volksvertegenwoordiging, instaat. De meeste hedendaagse monarchieën gingen via de semi-constitutionele tussenfase naar hun huidige constitutionele status. Vaak was er al een vorm van volksvertegenwoordiging maar deze had nog niet alle rechten en invloed van de huidige democratische parlementen. Voorbeelden van semi-constitutionele monarchieën zijn de Nederlandse monarchie vóór het revolutiejaar 1848, het Duitse keizerrijk (vanaf 1870) en tsaristisch Rusland (vanaf 1906) vóór de Eerste Wereldoorlog. De monarchen hadden toen nog veel invloed op het regeringsbeleid.